# Paulo Pereira Nogueira
Paulo Pereira Nogueira (Alto Garças, 11 de abril de 1934 – Nova Canaã do Norte, 2 de junho de 2015) foi um construtor e político brasileiro, outrora deputado federal por Mato Grosso.

## Dados biográficos
Trabalhou como lavrador, garimpeiro, caminhoneiro, e motorista de taxi antes de fixar-se como construtor e industrial. Eleito deputado estadual pelo MDB em 1978, mudou para o PMDB com o retorno do pluripartidarismo e nesta legenda foi eleito suplente de deputado federal em 1982, sendo efetivado após a eleição de Dante de Oliveira para prefeito de Cuiabá em 1985.
Candidato a deputado estadual pelo PDT em 1990, não foi eleito.